# Iron Man (película de 1931)
Iron Man es una película estadounidense de drama y deportes dirigida por Tod Browning y protagonizada por Lew Ayres y Jean Harlow. En 1951, Universal la rehízo con Jeff Chandler, Evelyn Keyes y Rock Hudson en el reparto, dirigidos por Joseph Pevney.

## Reparto
- Lew Ayres como Niño Mason.
- Robert Armstrong como George Regan.
- Jean Harlow como Rose Mason.
- John Miljan como Paul H. Lewis
- Edward Dillon como Jeff.
- Mike Donlin como McNeil.
- Morrie Cohan como Rattler O'Keefe.
- Mary Doran como Showgirl.
- Mildred Van Dorn como Gladys DeVere.
- Ned Chispas como Riley.
- Sammy Blum como Mandel.